# Anthony Guttig
Anthony Guttig (* 30. Oktober 1988 in Dijon) ist ein französischer Eishockeyspieler, der seit 2017 bei Rouen Hockey Élite 76 in der Ligue Magnus unter Vertrag steht.  

## Karriere
Anthony Guttig begann seine Karriere als Eishockeyspieler in der Nachwuchsabteilung der Ducs de Dijon, bevor er 2004 in die U18-Mannschaft von Reims Champagne Hockey wechselte. 2006 kehrte er in seine Heimatstadt zu den Ducs zurück, mit denen er bis 2006 in der Ligue Magnus, der höchsten französischen Spielklasse, spielte. In der Saison 2008/09 erhielt der Angreifer die Trophée Jean-Pierre Graff als bester französischer Nachwuchsspieler der Ligue Magnus. In der Saison 2011/12 gewann er mit seiner Mannschaft den nationalen Pokalwettbewerb, die Coupe de France. Zudem wurde er von den Medien zum besten französischen Spieler der Ligue Magnus gewählt. 
Im Sommer 2012 wurde Guttig vom Mora IK aus der HockeyAllsvenskan, der zweiten schwedischen Spielklasse, verpflichtet, die ihn aber schon im Dezember an den Tranås AIF aus der drittklassigen Division I abgaben, wo er die Saison beendete. Anschließend wechselte er nach Finnland, wo er zunächst bei Kajaanin Hokki und Mikkelin Jukurit in der zweitklassigen Mestis spielte, die er 2015 mit Jukurit gewinnen konnte. Nach diesem Erfolg wurde er vom Liiga-Neuling KooKoo verpflichtet. 2016 kehrte er nach Dijon in die Ligue Magnus zurück, verließ seinen Stammverein aber bereits nach einem Jahr wieder und schloss sich dem Ligakonkurrenten Rouen Hockey Élite 76 an.

### International
Für Frankreichs Junioren nahm Guttig an der U20-Weltmeisterschaft der Division I 2008 teil. In fünf Spielen erzielte er dabei ein Tor und vier Vorlagen.
Mit der Herren-Auswahl der Franzosen spielte er bei den Weltmeisterschaften 2012, 2013, 2014 und 2015.

## Erfolge und Auszeichnungen
- 2009 Trophée Jean-Pierre Graff
- 2012 Coupe de France mit den Ducs de Dijon
- 2012 Trophée Albert Hassler
- 2015 Meister der Mestis mit Mikkelin Jukurit
- 2018 Französischer Meister mit Rouen Hockey Élite 76
- 2021 Trophée Albert Hassler